# Josef Donát
Josef Donát (22. února 1858 Chrášťany – 14. března 1937 Brno) byl český elektrotechnik, průmyslník a vynálezce, spoluvlastník závodu Bartelmus & Co., posléze Bartelmus, Donát & Co, jednoho z prvních elektroprůmyslových podniků v Rakousku-Uhersku. Byl otcem elektroinženýrky Slávky Vuletič-Donátové, první ženy v Evropě, která obor absolvovala.

## Život

### Mládí

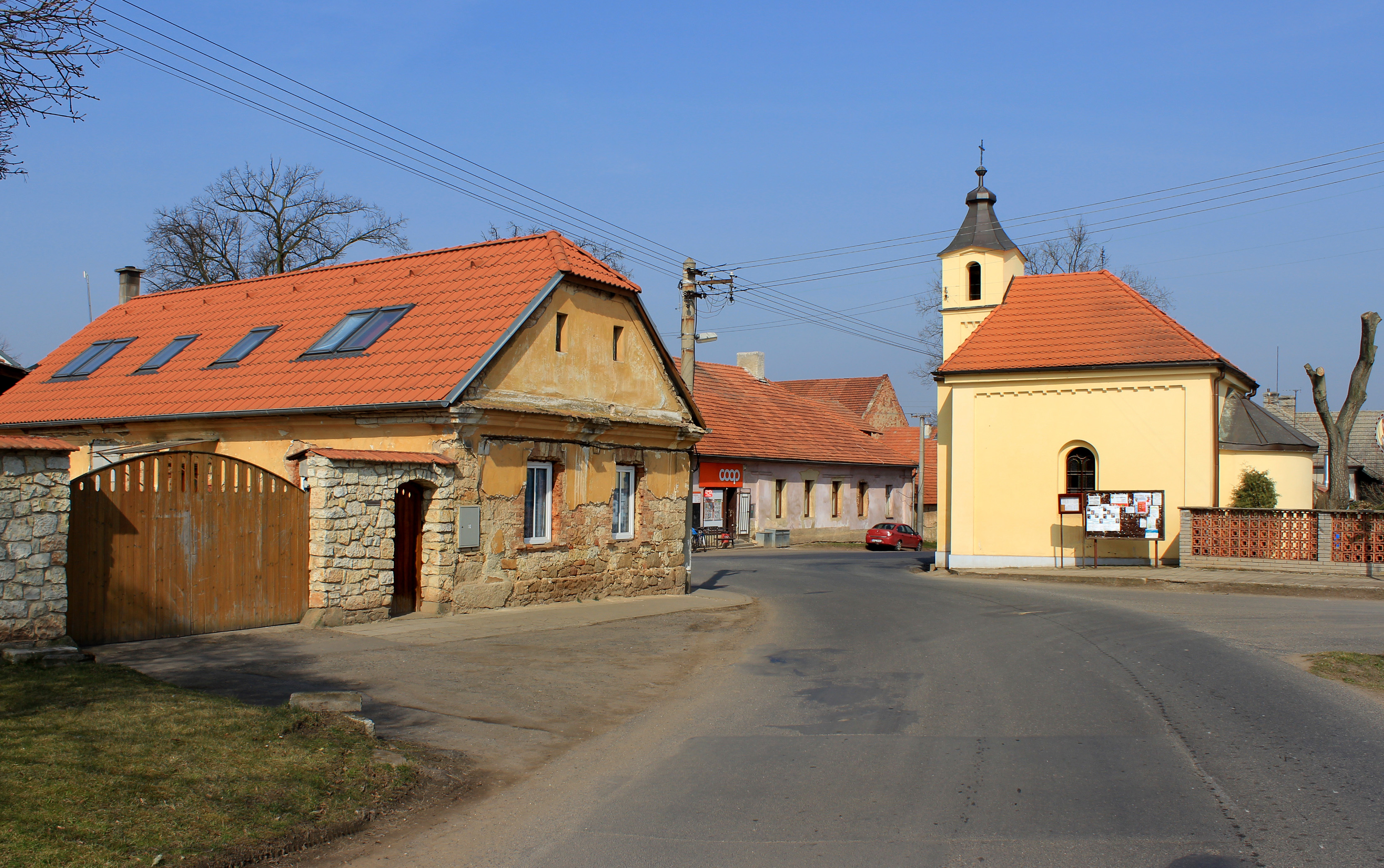
Chrášťany, Donátovo rodiště

Narodil se v Chrášťanech u Rakovníka do rolnické rodiny. Po absolvování obecné školy vychodil Josef Donát reálku v Rakovníku, roku 1879 získal titul strojního inženýra na České škole technické v Praze. Roku 1880 odešel pracovat do Slaného, kde byl zaměstnán v strojírně Bolzano, Tedesko & Comp., dále působil v První české továrně na stroje v Libni, následně se odstěhoval do Brna kvůli místu ve strojírně Brand & L'Huillier. Stále více jej přitahoval obor elektrotechniky.

### Bartelmus & Co.
Roku 1887 nastoupil Donát jako šéfkonstruktér a vedoucí výroby do nově zřízeného elektrozávodu Bartelmus & Co., který založil podnikatel Robert Bartelmus ze se svým společníkem, rovněž technikem, Štěpánem Doubravou. Firma fungovala v pronajatých prostorách strojírny Brand & L'Huillier jako závod na výrobu a stavbu elektrických přístrojů a komponentů s 15 dělníky. Roku 1889 do firmy Donát podílově vstoupil vkladem 20 tisíc zlatých. Téhož roku se také Donát oženil s Doubravovou nevlastní sestrou, Růženou Fořtovou, rok nato se jim narodila dcera Miloslava (Slávka) a Doubrava se stal jejím kmotrem. Rodina bydlela v brněnské Údolní ulici.
Firma se pozvolna prodírala k úspěchu a začala tak tvořit úspěšnou konkurenci Křižíkovým závodům. Za osvětlení Jubilejní císařské výstavy v Brně v roce 1888 byla Bartelmusovi udělena stříbrná medaile. Firma se výraznou měrou podílela na elektrifikaci Brna v podobě veřejného osvětlení či přívod elektřiny do průmyslových podniků. Josef Donát pracoval spolu s Doubravou na zlepšení jeho konstrukce obloukové lampy, jejímž výsledkem byla konstrukce tzv. Doubravo-Donátovy obloukovky. Roku 1897 ve svých čtyřiceti náhle zemřel ve Vídni společník firmy Štěpán Doubrava, což celý podnik citelně zasáhlo. Donát dokončil konstrukci lampy samostatně. Postupně byly přikoupeny nové objekty v brněnské Nové ulici, kam se továrna rozrostla.

### Bartelmus, Donát & Co
Od roku 1903 byl Donát majoritním vlastníkem továrny, firma následně změnila název na Bartelmus, Donát & Co. Po neshodách s Robertem Bartelmem, který roku 1911 z vedení firmy odstoupil a odešel do důchodu, vedl závod samostatně. Továrna v době svého největšího rozmachu zaměstnávala přes 200 pracovníků. Roku 1923 se společnicí podniku stala dcera Slávka Vuletič-Donátová, která o dva roky později získala na České vysoké škole technické v Brně titul v oboru elektroinženýrství, a to jako první žena v Evropě. Továrna fungovala pod vedením Josefa Donáta až do roku 1927, kdy byla z důvodu úpadku a špatných hospodářských výsledků přičleněna ke Škodovým závodům, Donát se následně stal členem správní rady firmy Škoda.
Mimo podnikání se Josef Donát čile zapojoval do brněnského a vlasteneckého společenského života, zejména v Brně: byl členem Spolku českých inženýrů, zakládajícím členem Spolku českých techniků v Markrabství moravském, čestným členem Spolku československých inženýrů, vytvořil též tzv. Donátův studijní fond určený pro univerzitní posluchače techniky. Roku 1919 mu byl udělen čestný doktorát na České vysoké škole technické v Brně.

### Úmrtí
Josef Donát zemřel 14. března 1937 v Brně ve věku 79 let a byl pohřben v rodinné hrobce na Ústředním hřbitově v Brně, spolu s manželkou a rodinou své dcery.

### Rodinný život
Josef Donát se roku 1889 v Brně oženil s Růženou Donátovou, rozenou Fořtovou, se kterou počali dceru Slávku, provdanou Jabůrkovou, později Vuletič-Donátovou. Jeho bratrem byl politik, meziválečný poslanec a senátor Národního shromáždění ČSR za Republikánskou stranu zemědělského a malorolnického lidu (agrárníky) Václav Donát, rovněž narozený v Chrášťanech.